# MTV Europe Music Award al miglior artista di MTV Russia
L'MTV Europe Music Award al miglior artista di MTV Russia (in inglese MTV Europe Music Award for Best MTV Russia Act), precedentemente noto come l'MTV Europe Music Award al miglior artista russo (in inglese MTV Europe Music Award for Best Russian Act) è uno dei premi degli MTV Europe Music Awards, assegnato dal 2001 al 2021.

## Albo d'oro

### Anni 2000
| Anno | Vincitore         | Nominati                                                   |
| ---- | ----------------- | ---------------------------------------------------------- |
| 2001 | Alsou             | - Bi-2 - Mumij Troll' - t.A.T.u. - Zemfira                 |
| 2002 | Diskoteka Avarija | - Ariana - Epidemia - Kasta - t.A.T.u.                     |
| 2003 | Glukoza           | - Diskoteka Avarija - Leningrad - Splean - t.A.T.u.        |
| 2004 | Zveri             | - Del'fin - Glukoza - Leningrad - VIA Gra                  |
| 2005 | Dima Bilan        | - VIA Gra - UmaTurman - Vjačeslav Butusov - Zemfira        |
| 2006 | Dima Bilan        | - Gorod 312 - Valerij Meladze - t.A.T.u. - UmaTurman       |
| 2007 | Dima Bilan        | - A-Studio - Sergej Lazarev - MakSim - VIA Gra             |
| 2008 | Dima Bilan        | - Band'Eros - Sergej Lazarev - Timati - Nastja Zadorožnaja |
| 2009 | Dima Bilan        | - Centr - Kasta - Sergej Lazarev - Timati                  |

### Anni 2010
| Anno | Vincitore   | Nominati                                     |
| ---- | ----------- | -------------------------------------------- |
| 2010 | Dima Bilan  | - A-Studio - Noize MC - Serebro - Timati     |
| 2011 | Njuša       | - Gradusi - Kasta - Machete - Timati         |
| 2012 | Dima Bilan  | - Kasta - Nervy - Serebro - Žanna Friske     |
| 2013 | Zemfira     | - Basta - Ivan Dorn - Njuša - Jolka          |
| 2014 | Njuša       | - Serebro - Kasta - Noize MC - Bianka        |
| 2015 | MBand       | - IOWA - Quest Pistols - Serebro - Ivan Dorn |
| 2016 | Therr Maitz | - Basta - Leningrad - OQJAV - Jolka          |
| 2017 | Ivan Dorn   | - Elena Temnikova - Griby - Haski - Jolka    |
| 2018 | Jah Khalib  | - Ėldžej - Pharaoh - Monetočka - WE          |
| 2019 | Maruv       | - Face - Little Big - Noize MC - Zivert      |

### Anni 2020
| Anno | Vincitore      | Nominati                                                     |
| ---- | -------------- | ------------------------------------------------------------ |
| 2020 | Niletto        | - Cream Soda - Morgenštern - Klava Koka - Maniža             |
| 2021 | Maks Bars'kych | - Imanbek - Mari Krajmbreri - Musja Totibadze - Slava Marlow |